# Мед поезії

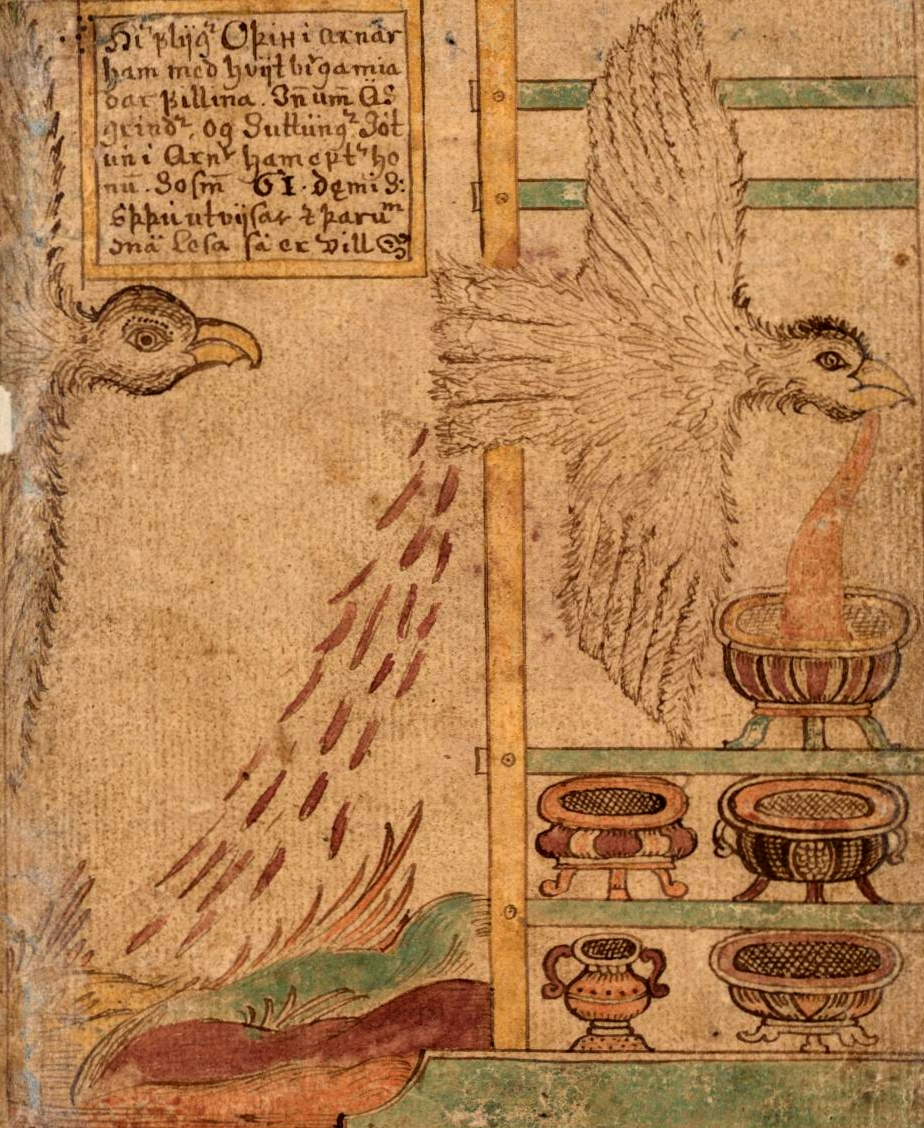
Викрадення меду поезії. Ілюстрація у виданні Молодшої Едди XVIII ст.

Мед поезії, поетичний мед, одрерир — в германо-скандинавській міфології напій, ковток якого наділяв поетичними здібностями.
За легендами цей напій було виготовлено з крові Квасіра двома братами-гномами Ф'яларом та Ґаларом. Заради збереження таємниці цього напою брати вбили велетня Ґіллінґа, але старший син Ґіллінґа Ґуттунґ забрав у них «мед поезії» як викуп за смерть батька. Одін з допомогою Бауґі, молодшого брата Ґуттунґа, пробрався до печери, де Ґуттунґ ховав напій. Звабивши обіцянкою одружитися[джерело?] Ґуннльод, дочку Ґуттунґа, яка охороняла «мед», Одін викрав усі запаси напою. Ґуттунґ, дізнавшися про це, вирушає в погоню, але Одін, перетворившися на орла, встиг дістатися до Асґарду, щоправда дорогою певна кількість напою витекла з його заднього проходу. В Асґарді Одін наповнив напоєм великий золотий глек й віддав його своєму синові, богу поетів Браґі.
Вважається, що справжнє поетичне мистецтво буває лишень у тих, кого боги ним наділяють. А та частина меду, яку Одін пролив, стала надбанням бездарних поетів.